# BBC Sessions (지미 헨드릭스 익스피리언스의 음반)
| 전문가 평가           | 전문가 평가 |
| 평가 점수             | 평가 점수   |
| 출처                  | 점수        |
| --------------------- | ----------- |
| AllMusic              | [ 2 ]       |
| Robert Christgau      | B+          |
| Rolling Stone         | [ 4 ]       |
| Tom Hull – on the Web | B+          |

《BBC Sessions》는 1998년 6월 2일, MCA 레코드에서 발매된 영국과 미국의 록 밴드 지미 헨드릭스 익스피리언스의 라이브 음반이다. 이 음반에는 1967년에 녹음된 《새터데이 클럽》과 《탑 기어》와 같은 BBC 라디오 프로그램에 출연한 모든 라이브 트랙이 포함되어 있다.

## 배경
BBC 라디오 세션에서 밴드는 오늘날에도 여전히 영국 라디오에서 활동하고 있으며, 스튜디오에서 자료를 빠르게 녹음해야 한다. 오버더빙이 제한되어 있으며, 주로 라이브 사운드에 의존하고 있다. 이러한 전통의 일환으로 많은 그룹이 주요 레퍼토리에 포함되지 않은 일부 곡을 녹음하기로 선택한다. 이 음반에는 현존하는 유일한 두 곡의 헨드릭스 영국 TV 사운드트랙 (둘 다 BBC) 《Late Night Line Up》과 1969년 《Lulu Show》 (완전)도 포함되어 있다. 따라서 《BBC Sessions》는 경험 사운드의 독특한 예를 제공하며, 초기 레퍼토리인 하울링 울프의 〈Killing Floor〉의 노래와 밥 딜런의 〈Can You Please Crawl Out Your Window?〉의 유일한 스튜디오 녹음을 엿볼 수 있다.
잘 알려진 익스피리언스 곡의 스튜디오 버전에서의 "라이브" 외에도 여러 독특한 스튜디오 녹음이 있다. 예를 들어, 〈Driving South〉 (세 가지 버전)가 있다. 이 녹음에는 앨버트 콜린스의 〈Frosty〉 (1962년)와 〈Thaw Out〉 (1965년), 〈(I'm Your) Hoochie Coochie Man〉, 〈Catfish Blues〉, 〈Hound Dog〉, 〈Hear My Train A Comin'〉 (두 가지 버전), 그리고 BBC 라디오 1 징글 〈Radio One〉의 재미있는 패러디와 스티비 원더가 드럼을 연주하는 녹음이 포함되어 있다(원더의 〈I Was Made to Love Her〉 커버). 이 녹음에는 1969년 룰루의 텔레비전 쇼에 밴드가 악명 높게 출연했던 사운드 트랙도 포함되어 있다.

## 곡 목록
모든 곡들은 특별한 언급이 없는 한 지미 헨드릭스에 의해 작사/작곡하였다.
| #   | 제목                                      | 작사·작곡                | 재생 시간 |
| --- | ----------------------------------------- | ------------------------ | --------- |
| 1.  | 〈Foxey Lady〉                            |                          | 3:00      |
| 2.  | 〈Alexis Korner Introduction〉            |                          | 0:28      |
| 3.  | 〈Can You Please Crawl Out Your Window?〉 | 밥 딜런                  | 3:32      |
| 4.  | 〈Rhythm and Blues World Service〉        |                          | 0:12      |
| 5.  | 〈(I'm Your) Hoochie Coochie Man〉        | 윌리 딕슨                | 5:30      |
| 6.  | 〈Traveling with the Experience〉         |                          | 0:22      |
| 7.  | 〈Driving South〉                         | 커티스 나이트            | 5:31      |
| 8.  | 〈Fire〉                                  |                          | 2:42      |
| 9.  | 〈Little Miss Lover〉                     |                          | 2:58      |
| 10. | 〈Introducing the Experience〉            |                          | 0:51      |
| 11. | 〈Burning of the Midnight Lamp〉          |                          | 3:43      |
| 12. | 〈Catfish Blues〉                         | 로버트 페트웨이          | 5:29      |
| 13. | 〈Stone Free〉                            |                          | 3:26      |
| 14. | 〈Love or Confusion〉                     |                          | 2:54      |
| 15. | 〈Hey Joe〉                               | 빌리 로버츠              | 4:02      |
| 16. | 〈Hound Dog〉                             | 제리 리버, 마이크 스톨러 | 2:43      |
| 17. | 〈Driving South〉                         | 나이트                   | 4:49      |
| 18. | 〈Hear My Train A Comin'〉                |                          | 5:00      |

| #   | 제목                             | 작사·작곡                                                 | 재생 시간 |
| --- | -------------------------------- | --------------------------------------------------------- | --------- |
| 1.  | 〈Purple Haze〉                  |                                                           | 3:17      |
| 2.  | 〈Killing Floor〉                | 하울링 울프                                               | 2:28      |
| 3.  | 〈Radio One〉                    |                                                           | 1:34      |
| 4.  | 〈Wait Until Tomorrow〉          |                                                           | 2:55      |
| 5.  | 〈Day Tripper〉                  | 존 레논, 폴 매카트니                                      | 3:25      |
| 6.  | 〈Spanish Castle Magic〉         |                                                           | 3:08      |
| 7.  | 〈Jammin'〉                      |                                                           | 3:24      |
| 8.  | 〈I Was Made to Love Her〉       | 스티비 원더, 룰라 메이 하더웨이, 헨리 코스비, 실비아 모이 | 3:05      |
| 9.  | 〈Foxey Lady〉                   |                                                           | 2:59      |
| 10. | 〈A Brand New Sound〉            |                                                           | 0:54      |
| 11. | 〈Hey Joe〉                      | 로버츠                                                    | 2:58      |
| 12. | 〈Manic Depression〉             |                                                           | 3:11      |
| 13. | 〈Driving South〉                | 나이트                                                    | 3:22      |
| 14. | 〈Hear My Train A Comin'〉       |                                                           | 5:03      |
| 15. | 〈A Happening for Lulu〉         |                                                           | 0:20      |
| 16. | 〈Voodoo Child (Slight Return)〉 |                                                           | 4:09      |
| 17. | 〈Lulu Introduction〉            |                                                           | 0:23      |
| 18. | 〈Hey Joe〉                      | 로버츠                                                    | 2:44      |
| 19. | 〈Sunshine of Your Love〉        | 피트 브라운, 잭 브루스, 에릭 클랩튼                       | 1:17      |
| 20. | 〈Burning of the Midnight Lamp〉 |                                                           | 4:31      |